# 曽我部佳憲
曽我部 佳憲（そがべ よしのり、1984年5月6日 - ） は、日本のラグビー選手。

## プロフィール
- 大阪府出身。
- ポジションはスタンドオフ。
- 身長 178cm、体重 77kg
- ニックネームはそん、メンディー。

## 来歴・人物
- 甲子園ラグビースクールでラグビーを始める。
- 啓光学園高校では3年の時に花園で優勝。
- 2003年、早稲田大学に入学。1年よりセンターのレギュラーに定着するが、12月の早明戦の3日前の練習で靱帯を怪我し戦線離脱。
- 1年以上に及ぶ長期のリハビリを経て、2005年秋に公式戦に復帰。チームの司令塔・スタンドオフとして大学選手権優勝、日本選手権でのトップリーグ所属のトヨタ自動車からの勝利に貢献。
- 早大卒業後の2007年4月、国内ラグビートップリーグのチームであるサントリーサンゴリアスへ入団した。[1]大学の恩師である清宮克幸、高校・大学の先輩である佐々木隆道と再び同じチームでプレーしている。
- 2012年サントリーを退部。[2]ヤマハ発動機ジュビロに移籍。
- 2016年ヤマハ発動機を退部。[3]

## プレイスタイル
- 長く正確なパスとロングキックが武器。また、想像力豊かなプレーから「ファンタジスタ」と称される[要出典]。
- アタックセンスは抜群であるが、ディフェンスに難がある。そのために相手チームに狙われることがしばしばある。

## 所属チーム
- 1997年～1999年 喜連中学校
- 2000年～2002年 啓光学園高校
- 2003年～2006年 早稲田大学
- 2007年～2011年 サントリーサンゴリアス
- 2012年～2015年 ヤマハ発動機ジュビロ

## エピソード
- 好きなプレーヤーは、元オールブラックスのスペンサー。
- 好きな言葉は、「ラグビーができること、プライスレス」(早大ラグビー部の同期より送られた言葉)。
- 高校時代に試合の際、ホワイトボードに「打倒・矢富」と書いたことがある。その矢富勇毅とは、後に早大でハーフ団を組むことになる。